# Маргаритка (филм)
„Маргаритка“ е български игрален филм (семеен) от 1961 година на режисьора Генчо Генчев, по сценарий на Петър Незнакомов. Оператор е Тодор Стоянов, а художници – Константин Джидров и Виолета Джидрова. Музиката във филма е композирана от Димитър Генков и Георги Генков.
Сценарият е написан по книгата на Петър Незнакомов  „Маргаритка, мама и аз“.

### Актьорски състав
| Изпълнител        | Роля                          |
| ----------------- | ----------------------------- |
| Албена Салабашева | Маргаритка (дете)             |
| Соня Василева     | мама, актрисата Мария Петрова |
| Иван Кондов       | татко, писателят Иван Петров  |
| Димитър Хаджиянев | режисьорът                    |
| Владимир Бисеров  | Манго (дете)                  |
| Георги Анастасов  | Тошко (дете)                  |
| В епизодите       |                               |
| Борислав Иванов   | селския пощаджия              |
| Христо Динев      | портиерът в Плевенския театър |
| Кунка Баева       | майката на Манго              |
| Елена Хранова     | зрителка в театъра            |
| Виолета Николова  |                               |
| Любомир Бобчевски | доктора                       |
| Стоил Попов       | старшината в ЦУМ              |
| Ана Георгиева     | леля Роза - „Кукумявката“     |

и др.